# Сілларсгук
Сілларсгук (нід. Cillaarshoek) — селище в нідерландській провінції Південна Голландія. Входить до муніципалітету Гуксе-Вард. Наразі у селищі нараховується близько 150 будинків.
З 1817 по 1832 рік мало статус окремого муніципалітету.